# Gruzovce
Gruzovce es un municipio del distrito de Humenné en la región de Prešov, Eslovaquia, con una población estimada, a finales del año 2023, de 140 habitantes. 
Se encuentra ubicado al sureste de la región, cerca de los ríos Cirocha y Laborec (cuenca hidrográfica del río Tisza) y de la frontera con la región de Košice.

## Demografía
| Año        | 1994 | 2004    | 2014    | 2024     |
| ---------- | ---- | ------- | ------- | -------- |
| Población  | 130  | 127     | 124     | 137      |
| Diferencia |      | −2,30 % | −2,36 % | +10,48 % |

| Año        | 2023 | 2024    |
| ---------- | ---- | ------- |
| Población  | 140  | 137     |
| Diferencia |      | −2,14 % |